# كابلات التجسس
كابلات التجسس هي سلسلة من الوثائق المسربة من وكالات الاستخبارات العالمية التي نُشرت من قبل قناة الجزيرة والغارديان في عام 2015. يعود تاريخ الوثائق المُسربة من عام 2006 إلى كانون الأول/ديسمبر 2014 وهي مستمدة من الاتصالات بين دولة جنوب أفريقيا ومختلف وكالات الأمن القومي. الوكالات التي شملتها التسريبات هي الموساد، جهاز الأمن الفيدرالي الروسي، وكالا أخرى من فرنسا، الأردن، عمان، الإمارات العربية المتحدة، ثم جهاز الاستخبارات البريطاني وكذلك وكالات الولايات المتحدة هذا ناهيك عن مجموعة من البلدان في أفريقيا.

## مضمون التسريبات
- وكالة الاستخبارات الإسرائيلية موساد لا تتفقُ مع رئيس الوزراء الإسرائيلي بنيامين نتنياهو فيما يخص برنامج إيران النووي. تمّ تسريب تقرير كتبه الموساد وقال فيه: «نشاط إيران لا يعني بالضرورة إنتاج السلاح النووي.»
- حاولت وكالة الاستخبارات المركزية الأمريكية الاتصال بحركة حماس على الرغم من أنها كانت ممنوعة من ذلك.
- استهداف زعيم منظمة السلام الأخضر (غرينبيس) من قبل وكالات الاستخبارات الكورية الجنوبية.
- هدّد رئيس الولايات المتحدة باراك أوباما الرئيس الفلسطيني مطالباً بسحب ترشيح فلسطين للحصول على الاعتراف بها كدولة في الأمم المتحدة.
- تجسس مخابرات جنوب أفريقيا على دولة روسيا من أجل التأكد من خفايا الاتفاقات بين البلدين.
- اتهام جنوب أفريقيا وإثيوبيا للسودان عام 2012 بتدبير مؤامرة لقتل رئيس مفوضية الاتحاد الأفريقي نكوسازانا دلاميني زوما في أديس أبابا.[3]
- اتهام جنوب أفريقيا لإسرائيل باستخدام طيران إل عال كغطاء لتحرك وكالات الاستخبارات التابعة لها.[4]
- هددت مجموعة تابعة للموساد في 28 يونيو/حزيران من عام 2012 دولة جنوب أفريقيا بشنّ هجوم الكتروني على القطاعات المصرفية والمالية وذلك بعدما ساندت حكومة جنوب أفريقيا حملات حركة المقاطعة وسحب الاستثمارات وفرض العقوبات.[5]
- طلب الموساد في 30 تموز/يوليو 2012 معلومات مفصلة عن محمد مرسي الذي كان قد انتُخب كرئيس لدولة مصر.[6]